# 太鼓橋 (目黒区)

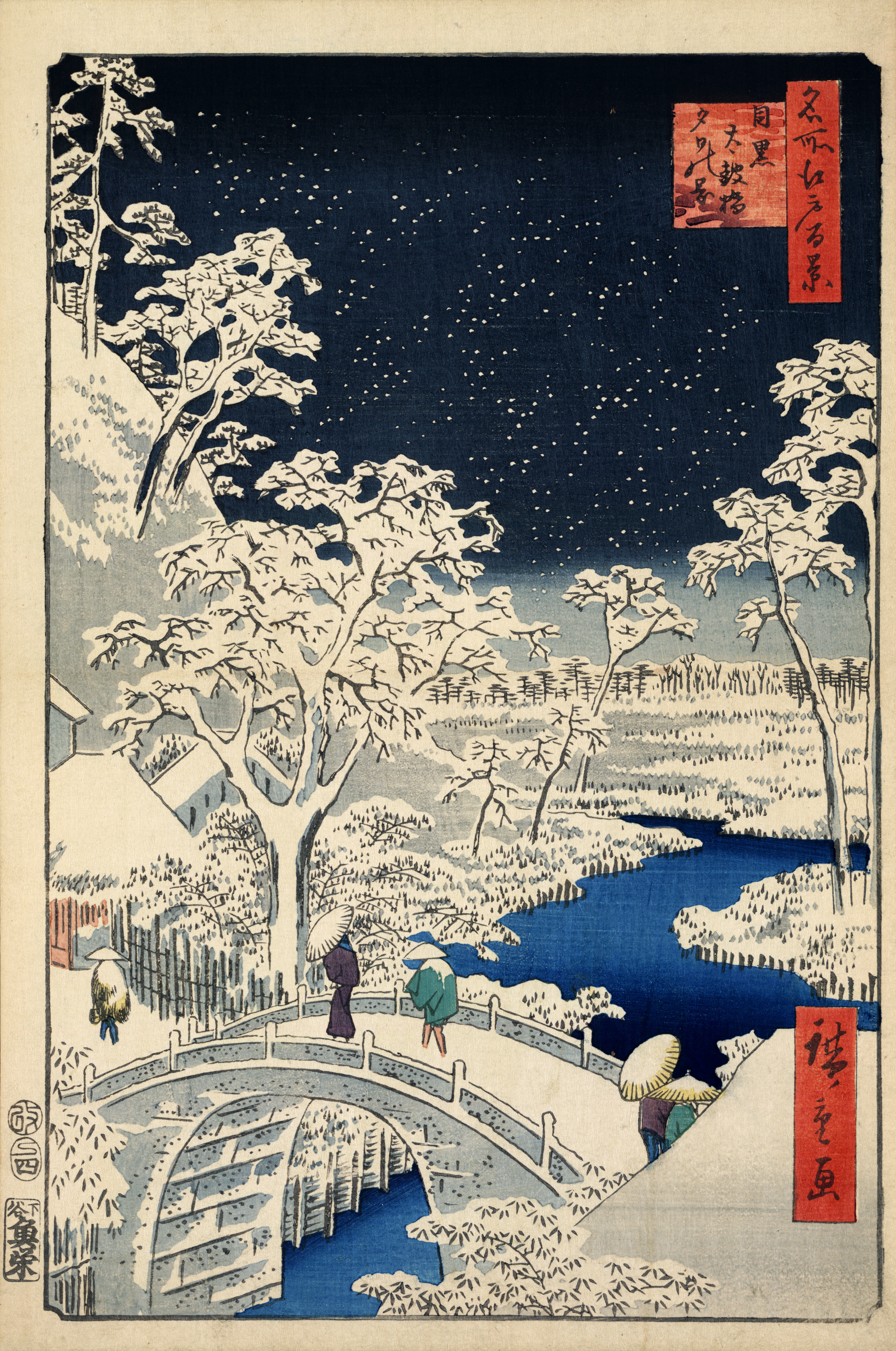
江戸時代の太鼓橋（歌川広重『江戸名所百景』、1857年）。

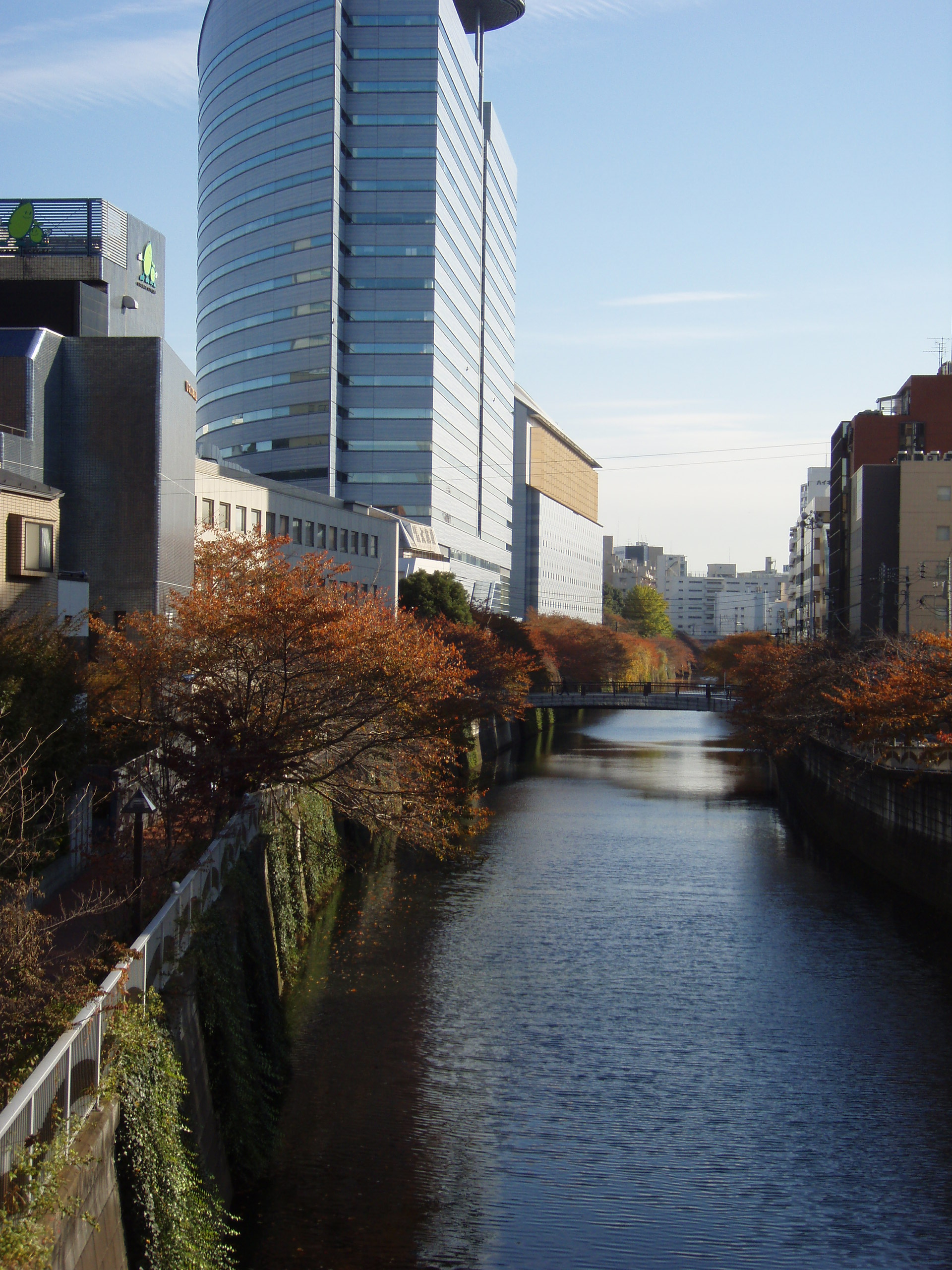
目黒新橋（北側）から見た現在の太鼓橋（画面奥、2008年撮影）。

太鼓橋（たいこばし）は、目黒川の橋であり、行人坂の西端である。所在地は、東京都目黒区下目黒1丁目7番9号と同2丁目3番23号を結ぶ地点。

## データ
- 東端 : 東京都目黒区下目黒1丁目7番9号
- 西端 : 同区下目黒2丁目3番23号
北緯35度37分56秒 東経139度42分44秒 / 北緯35.63222度 東経139.71222度

## 沿革
- 1769年 - 石橋を完成[1]
- 1920年9月1日 - 豪雨により崩壊[1]
- 1921年 - 木橋を再建[1]
- 1932年 - 鉄橋に架け替え[1]
- 1991年 - 目黒川改修工事により現況[1]

## 最初の架橋と伝説
1769年（明和6年）に完成した。建設された当時としては珍しい石造りであった。長さ8間3尺（約15.3メートル）、幅2間（約3.6メートル）であり、名前の通りいわゆる「太鼓橋」の形状をしていた。
斎藤月岑が『江戸名所図会』（第三巻、1834年）に選び、歌川広重が『江戸名所百景』（1857年）にも描いた。周辺には目黒不動や行人坂、千代ヶ崎（上大崎村千代ヶ崎、現在の品川区上大崎3丁目）等の名所が多かった。
太鼓橋を造った人物には諸説あり、八百屋お七の恋人の吉三郎が出家した西運上人だったという伝説がある。修行中に江戸の民衆から寄進を集めて太鼓橋を造ったという。橋の東側にあった大円寺には吉三の伝説が書かれた標識があったほか、旧太鼓橋に使用された石材が置かれてある。ほかにも、木喰上人（木食養阿）が1700年代の始めに作り始め、江戸・八丁堀の町人が資金を出し合い、完成させたという説がある。
同地は、1889年（明治22年）までは荏原郡下目黒村、1922年（大正11年）までは同郡目黒村大字下目黒、1932年（昭和7年）までは同郡目黒町大字下目黒であった。当初の石橋は、1920年（大正9年）9月1日に豪雨で流された。